# Список главных тренеров, выигравших чемпионат мира по футболу
Ниже представлен список главных тренеров, выигравших чемпионат мира по футболу.
Чемпионат мира по футболу — международное соревнование, проводимое ФИФА среди сборных команд стран, являющихся членами организации. В 21 проведенном турнире победы одерживали восемь стран. Рекордные пять раз чемпионами мира становились бразильцы. Ни одной команде не удавалось одержать победу с тренером-иностранцем.
На первом в истории чемпионате мира победила сборная Уругвая под руководством Альберто Суппичи. Суппичи также является самым молодым победившим на чемпионате мира тренером — на момент победы ему был 31 год. Самый пожилой тренер чемпионов — испанец Висенте Дель Боске, который привёл к чемпионству сборную своей страны в 2010 году в возрасте 59 лет. Единственный тренер, дважды выигравший чемпионат мира как тренер — Витторио Поццо, который привёл к победе сборную Италии в 1934 и 1938 годах.
Три человека стали чемпионами мира и в качестве игрока, и в качестве тренера. Первому это удалось бразильцу Марио Загалло (как игрок в 1958 и 1962, как тренер в 1970). В дальнейшем это достижение повторили Франц Беккенбауэр со сборной ФРГ (как игрок в 1974, как тренер в 1990) и Дидье Дешам со сборной Франции (как игрок в 1998 и как тренер в 2018).
Хотя турнир 1930 года считается первым официальным розыгрышем чемпионата мира по футболу, ФИФА признаёт олимпийские футбольные турниры 1924 и 1928 годов в качестве «чемпионатов мира среди любительских сборных», поскольку они были организованы совместно ФИФА и МОК. Победу на обоих турнирах одержала сборная Уругвая. Тренерами-победителями стали, соответственно, Эрнесто Фиголи и Примо Джанотти.

## Список победителей по годам
| Турнир | Фото | Тренер-победитель       | Возраст в день победы        | Гражданство | Сборная   | Прим.                |
| ------ | ---- | ----------------------- | ---------------------------- | ----------- | --------- | -------------------- |
| 1930   |      | Альберто Суппичи        | 31 год, 8 месяцев и 10 дней  | Уругвай     | Уругвай   | [ 3 ]                |
| 1934   |      | Витторио Поццо          | 48 лет, 2 месяца и 29 дней   | Италия      | Италия    | [ 11 ] [ 12 ] [ 6 ]  |
| 1938   |      | Витторио Поццо          | 52 года, 3 месяца и 7 дней   | Италия      | Италия    | [ 13 ] [ 12 ] [ 6 ]  |
| 1950   |      | Хуан Лопес Фонтана      | 42 года, 4 месяца и 1 день   | Уругвай     | Уругвай   | [ 14 ] [ 15 ]        |
| 1954   |      | Зепп Хербергер          | 57 лет, 3 месяца и 6 дней    | ФРГ         | ФРГ       | [ 16 ] [ 17 ]        |
| 1958   |      | Висенте Феола           | 48 лет, 7 месяцев и 28 дней  | Бразилия    | Бразилия  | [ 18 ] [ 19 ]        |
| 1962   |      | Айморе Морейра          | 50 лет, 4 месяца и 24 дня    | Бразилия    | Бразилия  | [ 20 ] [ 21 ]        |
| 1966   |      | Альф Рамсей             | 46 лет, 6 месяцев и 8 дней   | Англия      | Англия    | [ 22 ] [ 23 ] [ 24 ] |
| 1970   |      | Марио Загалло           | 38 лет, 10 месяцев и 12 дней | Бразилия    | Бразилия  | [ 25 ] [ 26 ] [ 27 ] |
| 1974   |      | Хельмут Шён             | 58 лет, 9 месяцев и 22 дня   | ФРГ         | ФРГ       | [ 28 ] [ 29 ] [ 30 ] |
| 1978   |      | Сесар Луис Менотти      | 39 лет, 7 месяцев и 20 дней  | Аргентина   | Аргентина | [ 31 ] [ 32 ]        |
| 1982   |      | Энцо Беарзот            | 54 года, 9 месяцев и 15 дней | Италия      | Италия    | [ 33 ] [ 34 ] [ 35 ] |
| 1986   |      | Карлос Билардо          | 47 лет, 3 месяца и 13 дней   | Аргентина   | Аргентина | [ 36 ] [ 37 ] [ 38 ] |
| 1990   |      | Франц Беккенбауэр       | 44 года, 9 месяцев и 27 дней | ФРГ         | ФРГ       | [ 39 ] [ 40 ] [ 41 ] |
| 1994   |      | Карлос Алберто Паррейра | 51 год, 4 месяца и 20 дней   | Бразилия    | Бразилия  | [ 42 ] [ 43 ] [ 44 ] |
| 1998   |      | Эме Жаке                | 56 лет, 7 месяцев и 15 дней  | Франция     | Франция   | [ 45 ] [ 46 ]        |
| 2002   |      | Луис Фелипе Сколари     | 53 года, 7 месяцев и 21 день | Бразилия    | Бразилия  | [ 47 ] [ 43 ]        |
| 2006   |      | Марчелло Липпи          | 58 лет, 2 месяца и 27 дней   | Италия      | Италия    | [ 48 ] [ 49 ]        |
| 2010   |      | Висенте Дель Боске      | 59 лет, 6 месяцев и 18 дней  | Испания     | Испания   | [ 50 ] [ 51 ]        |
| 2014   |      | Йоахим Лёв              | 54 года, 5 месяцев и 10 дней | Германия    | Германия  | [ 52 ] [ 53 ] [ 54 ] |
| 2018   |      | Дидье Дешам             | 49 лет и 9 месяцев           | Франция     | Франция   | [ 55 ] [ 56 ] [ 7 ]  |
| 2022   |      | Лионель Скалони         | 44 года, 7 месяцев и 2 дня   | Аргентина   | Аргентина | [ 57 ]               |

## Главные тренеры по странам
| Страна    | Количество тренеров | Количество побед |
| --------- | ------------------- | ---------------- |
| Бразилия  | 5                   | 5                |
| Италия    | 3                   | 4                |
| Германия  | 4                   | 4                |
| Уругвай   | 2                   | 2                |
| Аргентина | 3                   | 3                |
| Франция   | 2                   | 2                |
| Англия    | 1                   | 1                |
| Испания   | 1                   | 1                |